# Parafia św. Joachima i św. Anny w Kraszkowicach
Parafia św. Joachima i św. Anny w Kraszkowicach – parafia rzymskokatolicka, znajdująca się w archidiecezji częstochowskiej, w dekanacie Wieluń – św. Wojciecha.